# Piper asclepiadifolium
Piper asclepiadifolium är en pepparväxtart som beskrevs av William Trelease. Piper asclepiadifolium ingår i släktet Piper och familjen pepparväxter. Inga underarter finns listade i Catalogue of Life.